# Hitnrun Phase Two
Hitnrun Phase Two (stilisiert als HITnRUN Phase Two von „Hit and Run Phase Two“) ist das 39. Studioalbum des US-amerikanischen Musikers Prince und das letzte, das zu dessen Lebzeiten erschien. Er veröffentlichte es am 12. Dezember 2015 bei seinem eigenen Musiklabel NPG Records und war anfangs nur bei Tidal als Download erhältlich. Auf CD erschien das Album am 21. Januar 2016 und erhielt jeder Konzertbesucher seiner Tournee „Piano & A Microphone“ vom 16. Februar bis zum 14. April 2016. Postum wurde HITnRUN Phase Two am 29. April 2016 von der Universal Music Group weltweit veröffentlicht.
Sechs der insgesamt zwölf Songs waren zuvor als Studioversion erhältlich, aber auf keinem Album zu finden. Die Musik zählt zu den Genres Contemporary R&B, Funk, Pop und Soul, als Gastmusiker wirken Ida Kristine Nielsen, Ledisi und das Blechbläserquintett Hornheads mit. Musikkritiker bewerteten HITnRUN Phase Two überwiegend positiv und aus kommerzieller Sicht konnte es erst nach Prince’ Tod im April 2016 international Top-Ten-Platzierungen erreichen, aber keinen Gold- oder Platinstatus erzielen.

## Entstehung
Über die Entstehung vom Album HITnRUN Phase Two erzählte NPG Hornz-Saxofonist Marcus Anderson (* 1985) nach Prince’ Tod im Jahr 2016: „Er sagte uns, was er wollte, nahm es auf, machte nachts, wenn wir gegangen waren, den Mix und spielte uns am nächsten Tag die fertige Fassung vor. Es gibt so viele Songs, die ich nur ein einziges Mal gehört habe, weil sie nie veröffentlicht wurden.“
Alle zwölf Songs nahm Prince in den Jahren 2010 bis 2015 in seinem Paisley Park Studio in Chanhassen in Minnesota auf. Sechs davon veröffentlichte er zuvor als Studioversion, dazu zählen: Xtraloveable (2011 als Extraloveable), Rocknroll Loveaffair (2012 als Rock and Roll Love Affair), Groovy Potential und Screwdriver (beide 2013), Baltimore und Stare (beide 2015).
Den ersten Song, den er letztendlich auf HITnRUN Phase Two platzierte, spielte Prince mit Black Muse im Januar 2010 ein. Damals war er mit Aufnahmen an seinem Album Welcome 2 America beschäftigt, das er aber nicht veröffentlichte und erst nach seinem Tod von The Prince Estate („Der Prince-Nachlass“) im Juli 2021 herausgebracht wurde. Die letzten 3:05 Minuten von Black Muse gehen in das Stück mit Namen 1000 Light Years from Here über, das Prince am 11. März 2010 aufnahm und in der vollständigen Version auf Welcome 2 America zu hören ist. Am 10. Oktober 2010 überarbeitete er Black Muse und integrierte vermutlich 1000 Light Years from Here.
Das Stück 2 Y. 2 D. spielte Prince vermutlich Mitte 2011 ein und Big City im Oktober 2011. Einen Monat später überarbeitete er Xtraloveable und veröffentlichte den Track als Download-Single mit Andy Allo als Gastsängerin. Zwei Jahre später überarbeitete Prince den Song erneut, diesmal ohne Allo, und diese Version ist auf HITnRUN Phase Two zu hören. Ursprünglich spielte er das Stück bereits am 3. April 1982 unter dem Titel Extra Loveable im Tonstudio Sunset Sound in Los Angeles in Kalifornien ein.
Rocknroll Loveaffair nahm Prince im Januar 2012 unter dem Titel Rock and Roll Love Affair auf und veröffentlichte den Song dann mit dem Namen RNR Affair, der am 17. September 2012 bei verschiedenen Hörfunkstationen des US-Medienunternehmens Clear Channel Communications, Inc. gespielt wurde. Die Version auf HITnRUN Phase Two ist von Prince aber dezent überarbeitet worden und nicht mit der zuvor veröffentlichten Version identisch.
Den Song Groovy Potential spielte Prince im Juli 2012 ein und veröffentlichte ihn ein Jahr später am 14. August 2013 über seine damalige Website 3rdEyeTunes.com. Das Stück Screwdriver nahm er vermutlich Ende 2012 auf. Zum ersten Mal wurde der Track am 17. Dezember 2012 von der 3rdEyeGirl-Schlagzeugerin Hannah Ford-Welton auf ihrem Facebook-Profil mit dem Hinweis „A Taste of Rehearsal“ erwähnt. Zudem war ein 30-sekündiges Musikvideo zu sehen. Am 22. Januar 2013 konnte Screwdriver auf Prince’ damaliger Website 20pr1nc3.com erstmals online angehört werden.
Im Sommer 2014 spielte Prince wahrscheinlich Revelation ein und im Herbst überarbeitete er das von ihm ursprünglich am 12. März 2010 aufgenommene Stück When She Comes. Die auf HITnRUN Phase Two vorhandene Version ist umfangreicher instrumentiert als im Original, die auf dem Album Welcome 2 America zu finden ist.
Anfang 2015 nahm Prince Stare auf und veröffentlichte den Song am 30. Juli 2015 bei Spotify sowie am 3. Dezember 2015 bei Tidal. Das Stück Baltimore spielte er am 30. April 2015 ein, überarbeitete es ein paar später und veröffentlichte es erstmals am 9. Mai auf seinem damaligen Benutzerkonto von SoundCloud. Look at Me, Look at U nahm Prince wahrscheinlich auch im Jahr 2015 auf. Nach seinem Tod im April 2016 wurde der Liedtext des Songs auf einem Notenständer im Paisley Park Studio gefunden, zusammen mit dem von ihm handschriftlich geschriebenem Liedtext des bis heute (2025) unveröffentlichten Songs mit Namen Stay Cool.
Im September 2015 brachte Prince sein 38. Studioalbum HITnRUN Phase One heraus, worauf ihn ein Fan über Twitter fragte, ob „irgendwann ein Album HITnRUN Phase 2 [sic] erscheinen“ würde. Prince antwortete: „Warner Bros. Records hat es bereits! Macht Petitionen, damit sie es veröffentlichen!“ Auf Nachfrage, warum er das Album bei Warner veröffentlichen wolle, schrieb Prince lediglich: „Ölzweig“. Letztendlich erschien HITnRUN Phase Two im Dezember 2015 ohne Zusammenarbeit mit Warner Bros. Records.

## Gestaltung des Covers
Wie bei dem Vorgängeralbum HITnRUN Phase One gestaltete das Albumcover der Creative Director und Typograf Martin Homent, der dann bis einschließlich 2017 mit The Prince Estate („Der Prince-Nachlass“) zusammenarbeitete.
Auf dem Frontcover ist wieder Prince’ Kopf zu sehen, der abermals cartoon-artig dargestellt ist. Doch diesmal trägt er eine überdimensionale goldfarbene Brille und keine mit drei Brillengläsern. Das achtseitige Booklet enthält nicht alle Liedtexte der einzelnen Albumsongs; die von 2 Y. 2 D., Big City, Black Muse und Revelation sind nicht abgedruckt, der von Screwdriver ist unvollständig. Ferner ist im Booklet ein Foto von Prince zu sehen, das von der damals in Minneapolis wohnenden Fotografin Karrah Kobus (* 1997) gemacht wurde. Die Tracklist ist auf der Rückseite des Booklets zu finden.

## Musik und Liedtexte

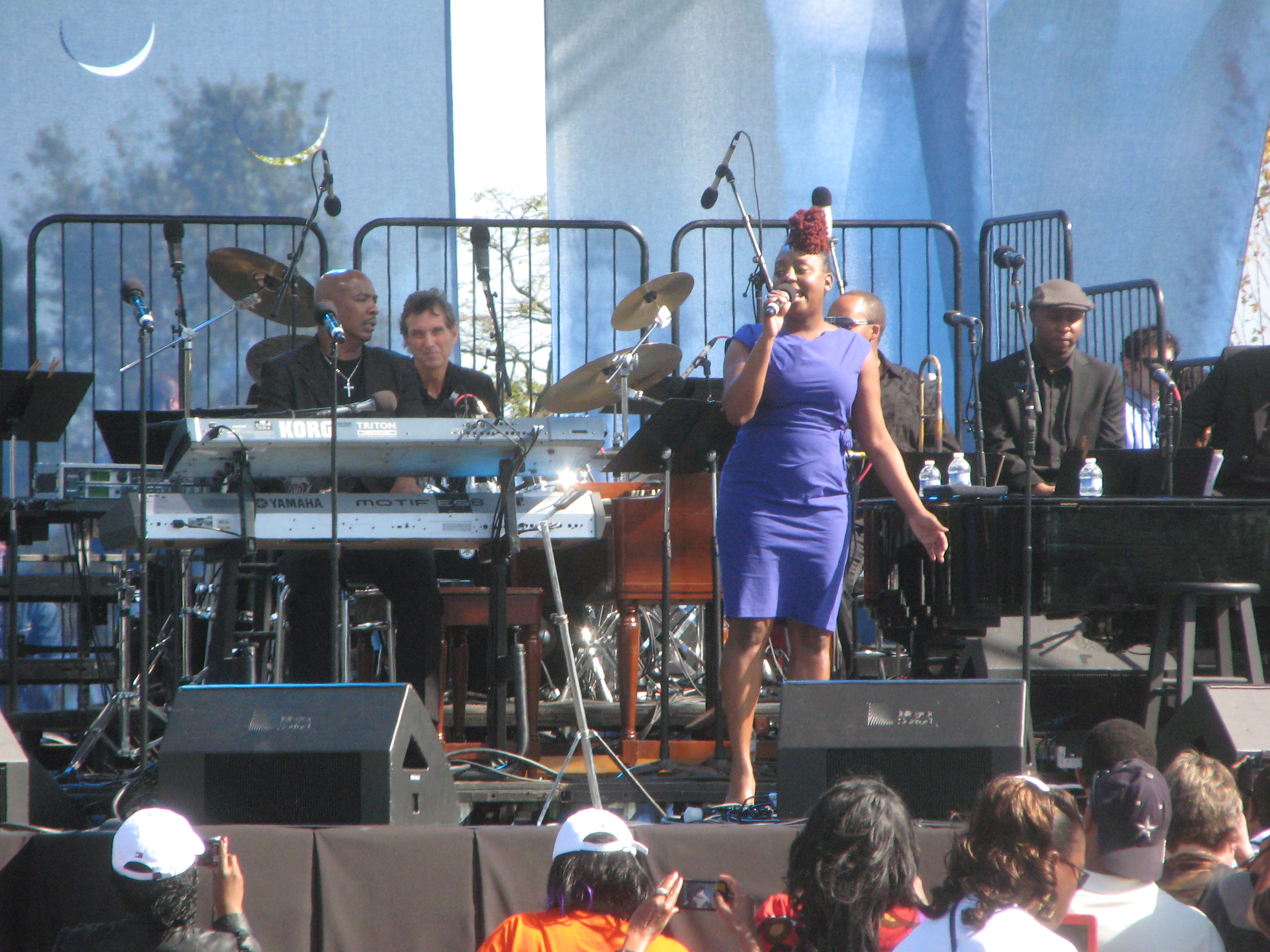
Ledisi, 2011

Die Musik zählt zu den Genres Contemporary R&B, Funk, Pop und Soul. Die Liedtexte singt Prince sowohl in seinem charakteristischen Falsettgesang als auch in tieferen Stimmlagen. Als Gastmusikerin wirkt 3rdEyeGirl-Bassistin Ida Kristine Nielsen mit sowie Ledisi und das Blechbläserquintett Hornheads.
Das erste Stück heißt Baltimore und der sozialkritische Liedtext beschäftigt sich mit dem Todesfall von Michael Brown am 9. August 2014 sowie dem Tod des Afroamerikaners Freddie Gray (* 16. August 1989) am 19. April 2015 in Baltimore in Maryland; dieser starb an Wirbelsäulenverletzungen, die er sich in Polizeigewahrsam zugezogen haben soll. Prince singt unter anderem: „Hört irgendjemand, dass wir für Michael Brown oder Freddie Gray beten. Frieden ist mehr als die Abwesenheit von Krieg... Wir werden einen weiteren blutigen Tag erleben. Wir sind es leid, zu weinen und Menschen sterben zu sehen. Lasst uns alle Waffen wegnehmen.“ Als Gastsängerin ist die US-Amerikanerin Eryn Allen Kane (* 13. Dezember 1989 in Detroit, Michigan) zu hören.
Die Synthesizer-Motive in Rocknroll Loveaffair erinnern zuweilen an die Songs Third Stone from the Sun von Jimi Hendrix aus seinem Album Are You Experienced (1967) sowie an Prince’ eigenem Song Take Me with U von 1984. Die Abkürzung des dritten Tracks 2 Y. 2 D. steht für „Too Young, to Dare“. Der fünfte Song Stare enthält eine Interpolation von Sexy Dancer (1979) aus dem Album Prince sowie ein Sample von Kiss aus dem Jahr 1986. Der sechste Song Xtralovable ist auch unter dem Titel Extraloveable Reloaded bekannt. Das Stück When She Comes ist eine vom Genre Blues angehauchte R&B-Ballade, die Prince im Falsettgesang vorträgt. In dem von Rockmusik beeinflussten Song Screwdriver spielt Ida Kristine Nielsen E-Bass.
Der zehnte Song Black Muse ist 7:21 Minuten lang, wobei die letzten 3:05 Minuten in das zuvor unveröffentlichte Stück mit Namen 1000 Light Years from Here übergehen, was auf der Tracklist des Albums aber nicht erwähnt ist. Die komplette Version ist auf Welcome 2 America (2021) zu hören. Revelation ist an dem Song Elixer angelehnt, den Prince im Jahr 2009 für Bria Valente geschrieben hatte und auf dem von ihm produzierten Album Elixer zu finden ist. Big City heißt das letzte Stück auf HITnRUN Phase Two und an diesem wirkt die R&B-Sängerin Ledisi sowie die Hornheads mit, die Bläsergruppe von The New Power Generation. Der Song ist zwar 6:25 Minuten lang, doch auf den letzten 50 Sekunden ist eine Pause vorhanden, sodass Big City bereits nach 5:35 Minuten endet.

## Titelliste und Veröffentlichungen
| 1                            | Baltimore (feat. Eryn Allen Kane) | 4:33 |
| 2                            | Rocknroll Loveaffair              | 4:01 |
| 3                            | 2 Y. 2 D.                         | 3:49 |
| 4                            | Look at Me, Look at U             | 3:27 |
| 5                            | Stare                             | 3:45 |
| 6                            | Xtralovable                       | 5:00 |
| 7                            | Groovy Potential                  | 6:16 |
| 8                            | When She Comes                    | 3:45 |
| 9                            | Screwdriver                       | 4:14 |
| 10                           | Black Muse                        | 7:21 |
| 11                           | Revelation                        | 5:21 |
| 12                           | Big City                          | 6:25 |
| Spieldauer: 58:05 min.       |                                   |      |
| Autor aller Songs ist Prince |                                   |      |

Die Veröffentlichung von HITnRUN Phase Two am 12. Dezember 2015 konnte damals als überraschend bezeichnet werden, denn Prince machte im Vorfeld keine Musikpromotion. Allerdings wurde das Album anfangs nur bei Tidal in Kombination mit dem Vorgängeralbum HITnRUN Phase One als Download veröffentlicht. Erst drei Tage später war HITnRUN Phase Two am 15. Dezember auch als separates Album über den iTunes Store als Download erhältlich. Am 21. Januar 2016 erschien HITnRUN Phase Two auf CD, die bei zwei Prince-Konzerten in seinem Paisley Park Studio erstmals käuflich zu erwerben waren. Zudem erhielt jeder Konzertbesucher seiner Tournee Piano & A Microphone vom 16. Februar bis zum 14. April 2016 ein Exemplar als CD-Beigabe zum erworbenen Konzertticket.
Acht Tage nach Prince’ Tod wurde das Album postum am 29. April 2016 von dem Major-Label Universal Music Group weltweit veröffentlicht.

### Singles
Von dem Album wurden vier Singles ausgekoppelt; bereits am 23. November 2011 erschien Xtraloveable unter dem Titel Extraloveable als Download. Ein Jahr später war am 22. November 2012 Rocknroll Loveaffair unter dem Namen Rock and Roll Love Affair als Download, CD-Single und Vinyl-Maxi-Single erhältlich. Zudem wurde eine Picture Disc produziert. Abgesehen von der verkürzten Radio-Edit-Version mit einer Spieldauer von 4:01 Minuten, existieren fünf Remixversionen von dem Song. Am 4. Februar 2013 erschien Screwdriver als Download-Single und am 26. Mai 2015 Baltimore, ebenfalls als Download-Single. Coverversionen zu Songs auf HITnRUN Phase Two sind nicht bekannt.

### Musikvideos

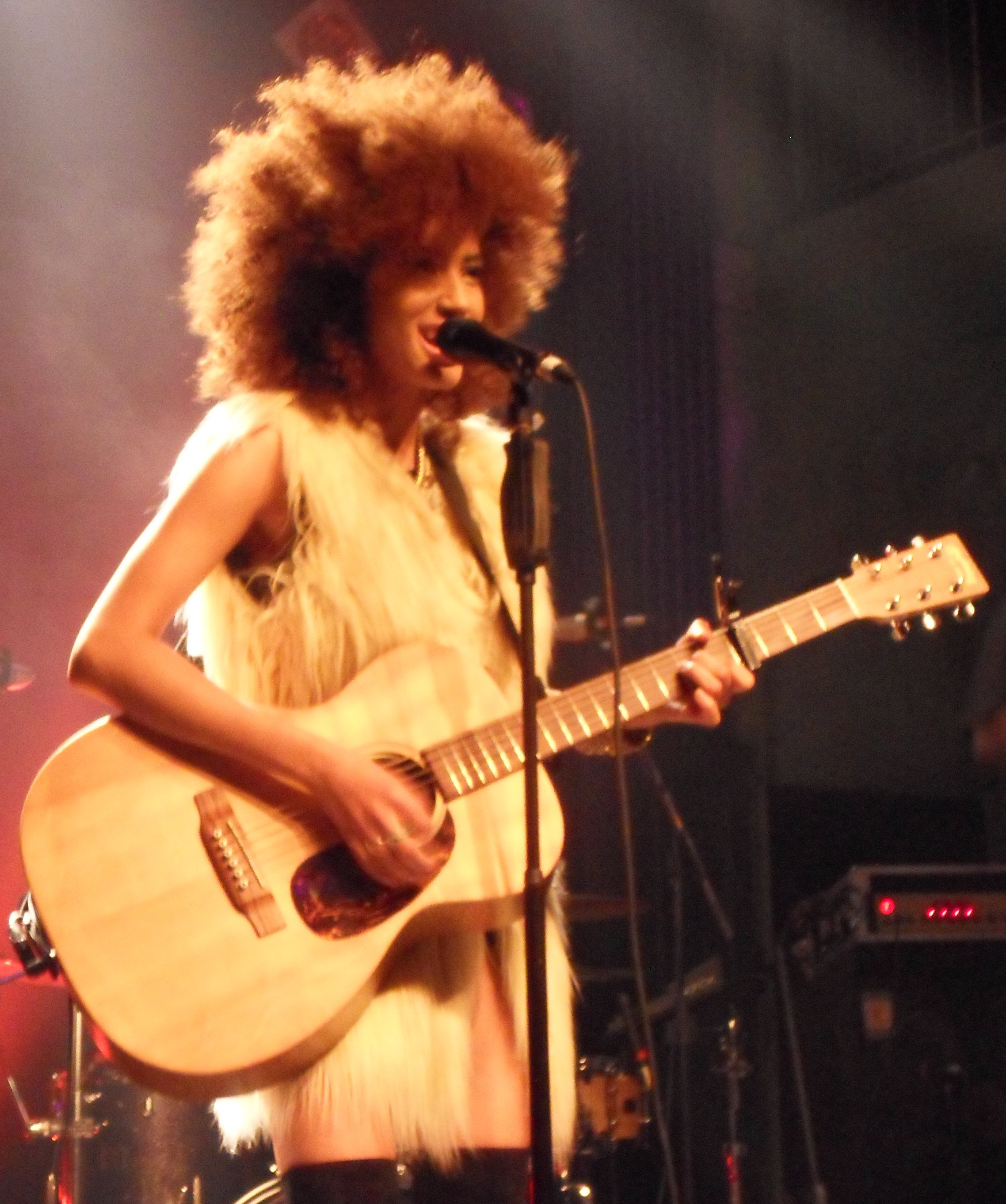
Andy Allo, 2013

Prince produzierte mit Rocknroll Loveaffair, Screwdriver, Xtraloveable und Baltimore vier Musikvideos zu Songs des Albums HITnRUN Phase Two. Bereits am 8. September 2012 wurde das Video zu Rocknroll Loveaffair im Paisley Park Studio gedreht, Regisseur war Chris Robinson (* 1967). Prince singt den Song und spielt Keyboard sowie eine extra für ihn angefertigte Godin-Gitarre. Als Gastmusikerinnen wirken Gitarristin Andy Allo, Schlagzeugerin Hannah Ford-Welton und Bassistin Ida Kristine Nielsen mit. Nach 1:28 Minuten ist das von Cbabi Bayoc (* 1972) kreierte Gemälde „Reine Keis Quintet“ kurz im Hintergrund zu sehen, das Prince im Jahr 2001 als Albumcover für The Rainbow Children verwendete. Premiere des sowohl in Schwarzweiß als auch in Farbe gedrehten Musikvideos Rocknroll Loveaffair war am 22. November 2012.
Zu dem Song Screwdriver existieren drei unterschiedliche Musikvideos, die alle im Dezember 2012 im Paisley Park Studio gedreht wurden. Am 22. Januar 2013 wurde eins in der Studioversion mit einer Spieldauer von 4:28 Minuten veröffentlicht und zeigt den Liedtext, wie dieser in verschiedenen Farben grafisch per Computeranimation dargestellt ist. Zudem ist Prince mit seiner Begleitband 3rdEyeGirl zu sehen, wie diese das Stück spielen. Ferner wirkt auch Tänzerin Lala Escarzega mit, die bereits 2009 im Prince-Video zu Crimson and Clover auftrat.
Das zweite Musikvideo von Screwdriver konnte erstmals am 10. Februar 2013 angeschaut werden, ist 8:10 Minuten lang und wurde in Schwarzweiß gedreht. Es beginnt, wie 3rdEyeGirl mit Chris James, Joshua Welton und Trevor Guy das Paisley Park Studio betreten; James ist Toningenieur und war gelegentlich als Gitarrist in Prince’ Band tätig, Welton ist Musiker und Ehemann von Schlagzeugerin Hannah Ford-Welton und Guy war damals Gitarrentechniker von Prince und ist der Ehemann von 3rdEyeGirl-Gitarristin Donna Grantis. Bei der Ankunft im Atrium vom Paisley Park Studio ist Grantis von etwas oder jemandem fasziniert, den sie gesehen zu haben glaubt, aber nichts wird offenbart. Hannah Ford-Welton und Joshua Welton diskutieren die Relevanz der Textzeile „A girl with a guitar is twelve times better than another crazy band of boys“ („Ein Mädchen mit nur einer Gitarre ist zwölfmal besser als eine verrückte Band von Jungs“) aus dem Song Fixurlifeup vom Album Plectrumelectrum. Nach einer Diskussion darüber, was Männer können und Mädchen nicht, verlassen die drei Männer den Raum und fordern 3rdEyeGirl heraus, etwas zu erreichen. Eine Tür öffnet sich, Prince’ Silhouette erscheint und er bittet 3rdEyeGirl, sich ihm anzuschließen. Gemeinsam spielen sie dann eine Liveversion von Screwdriver, während dazu ein zirka 40-köpfiges Tanzensemble einen Twist-ähnlichen Tanz aufführt. Die Tanzszenen wurden am 2. Februar 2013 im Paisley Park Studio gedreht. Das Video endet, wie die drei Männer resigniert von dannen ziehen. Regisseur von Screwdriver war vermutlich Prince selbst.
Am 15. Februar 2013 konnte dann ein auf 5:16 Minuten gekürztes Video angeschaut werden, das sofort als Liveversion beginnt und das Tanzensemble nicht enthält; diese Szenen wurden durch Cue Cards ersetzt, wie beispielsweise: „Back 2 the future or leave it all behind?“ („Zurück in die Zukunft oder alles hinter sich lassen?“) oder „Is it possible 2 have 2 much fun?“ („Ist es möglich, zu viel Spass zu haben?“)

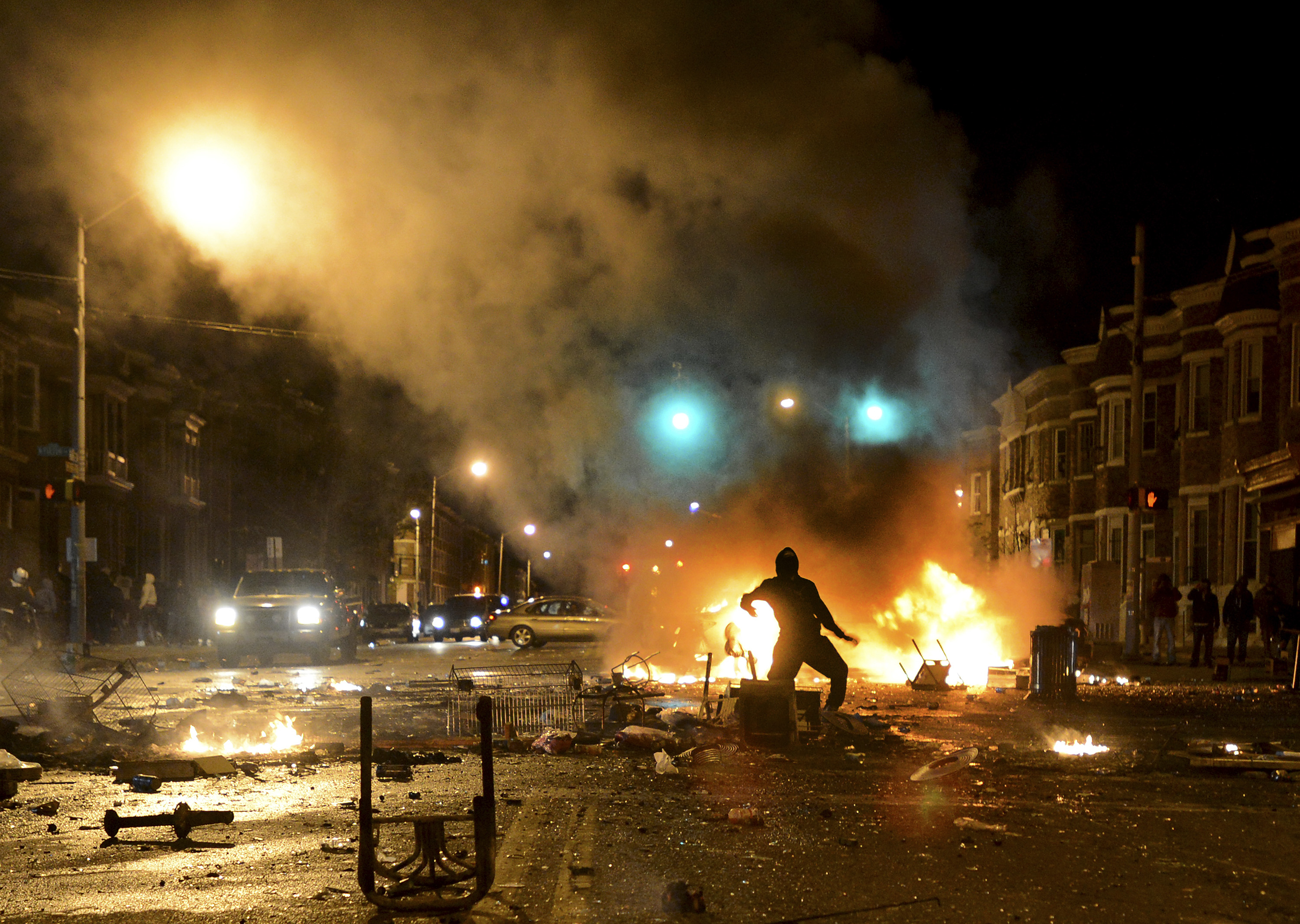
Die Unruhen von Baltimore im April 2015

Ferner produzierte Prince im Jahr 2013 ein Musikvideo zu dem Song Xtraloveable, das er zu Lebzeiten aber nicht veröffentlichte. Vermutlich wurde das Video auch im Paisley Park Studio aufgenommen und als Tänzerin wirkt abermals Lala Escarzega mit, wie sie nach seinem Tod auf Instagram im Mai 2016 bekannt gab.
Am 21. Juli 2015 veröffentlichte Prince ein Musikvideo zu dem Stück Baltimore, in dem der Liedtext des Songs zu lesen ist. Zudem sind Bilder von den Unruhen in Baltimore in Maryland vom April 2015 zu sehen, zu denen entsprechende Schlagzeilen von Zeitungen wie beispielsweise von The New York Times eingeblendet werden. Außerdem demonstrieren Afroamerikaner für Frieden. Ferner wird auch der Todesfall Michael Brown thematisiert. Zwischendurch sind Fotos von einem Prince-Konzert zu sehen, das er am 10. Mai 2015 in der Royal Farms Arena in Baltimore absolvierte. Am Ende des Videos ist folgende Nachricht zu lesen: „The System Is Broken. It’s Going To Take The Young People To Fix It This Time. We Need New Ideas, New Life… – Prince“. („Das Politisches System ist kaputt. Diesmal müssen die jungen Menschen ran, um es zu reparieren. Wir brauchen neue Ideen, neue Leben… – Prince“). Regisseur des Musikvideos war der US-Amerikaner Ralston Smith. Seit der Tötung von George Floyd am 25. Mai 2020 in Prince’ Heimatstadt Minneapolis kann das Musikvideo auch auf dem YouTube-Benutzerkonto von The Prince Estate angeschaut werden.

## Mitwirkende

### Musiker
Alle Songs wurden von Prince arrangiert, komponiert, produziert und vorgetragen. Zudem spielte er alle Musikinstrumente selbst ein, wobei folgende Personen die Aufnahmen ergänzten:
- Andrew Gouché – E-Bass in Revelation, When She Comes
- Cassandra O’ Neal – Keyboard in Big City
- Elisa Dease – Backing Vocals in Big City, Black Muse
- Eryn Allen Kane – Gesang in Baltimore
- Hornheads – Baritonsaxophon, Posaune, Tenorsaxophon, Trompete in 2 Y. 2 D., Baltimore, Black Muse, Groovy Potential, When She Comes, Xtralovable
- Ida Kristine Nielsen – E-Bass in Big City, Rocknroll Loveaffair, Screwdriver
- John Blackwell – Schlagzeug in allen Songs außer in Baltimore, Groovy Potential, Stare
- Justin Stanley – Keyboard und Handclaps in 2 Y. 2 D.
- Ledisi – Backing Vocals in Big City
- Liv Warfield – Backing Vocals in Big City, Black Muse
- Michael Bland – Schlagzeug in Groovy Potential
- NPG Hornz – Altsaxophon, Baritonsaxophon, Flöte, Posaune, Saxophon, Sopransaxophon, Tenorsaxophon, Trompete in Big City, Groovy Potential, Look at Me, Look at U, Revelation, Rocknroll Loveaffair, Stare, When She Comes
- Shelby J. – Backing Vocals in Big City, Black Muse
- Stringenius – Saiteninstrumente in Baltimore
- Xavier Taplin – Keyboard in Look at Me, Look at U, Revelation

### Technisches Personal
- Prince – Toningenieur
- Adrian Crutchfield (von NPG Hornz) – Arrangements der Hörner in Rocknroll Loveaffair
- Booker T. Jones III (als „Booker T.“) (* 1964; † 2014) – Toningenieur
- Chris James – Toningenieur
- Dylan Dresdow – Toningenieur
- Joey Rayfield (von NPG Hornz) – Arrangements der Hörner in Stare
- Justin Stanley – Toningenieur
- Karrah Kobus – Fotografie
- Lynn Grissett (von NPG Hornz) – Arrangements der Hörner in Stare
- Marcus Anderson (von NPG Hornz) – Arrangements der Hörner in Look at Me, Look at U, Stare
- Martin Homent – Covergestaltung, Illustration
- Michael B. Nelson – Arrangements der Saiteninstrumente und Hörner sowie Produktion der Saiteninstrumente in 2 Y. 2 D., Baltimore, Black Muse, Groovy Potential, When She Comes, Xtralovable
- Philip Lassiter (von NPG Hornz) – Arrangements der Hörner in Big City

## Tournee
Zwei Monate nach der Veröffentlichung des Albums ging Prince auf Tournee und nannte diese „Piano & A Microphone 2016“. Bei dieser Tournee stand nur er auf der Bühne, spielte alle Songs ausschließlich auf dem Klavier und sang dazu, eine Begleitband hatte er nicht. Ursprünglich sollte die Tournee am 24. November 2015 im Wiener Konzerthaus in Wien beginnen, aber aufgrund der Terroranschläge am 13. November 2015 in Paris wurde der europäische Teil komplett abgesagt. Deswegen begann die Tournee erst am 16. Februar 2016 im State Theatre in St. Kilda in Australien und endete am 14. April 2016 im Fox Theatre in Atlanta in Georgia. Prince gab insgesamt 20 Konzerte, die von knapp 80.000 Menschen besucht wurden. Zum ersten Mal in seiner Karriere gastierte er auch in Neuseeland und spielte dort zwei Konzerte.
Die Konzertlänge variierte von 90 bis 120 Minuten, weil Prince jedes Konzert mit einer eigenen Setlist individuell gestaltete; er präsentierte Songs aus seiner gesamten Musikkarriere der vergangenen 37 Jahre. Pro Abend gab er meist zwei Konzerte, das erste begann üblicherweise gegen 19 Uhr und das zweite gegen 22 Uhr. Alle Konzertbesucher erhielten zu dem Konzertticket auch das Album HITnRUN Phase Two.
Das Livekonzert am 14. April 2016 im Fox Theatre war das letzte in Prince’ Karriere, da er eine Woche später überraschend starb. Das Konzert kündigte er am 28. März über seinen Twitter-Account an, einen Tag später begann der Kartenverkauf. Ursprünglich sollte das Konzert am 7. April stattfinden, doch es wurde am Konzerttag abgesagt, weil Prince angeblich an einer Grippe erkrankt gewesen war. Ein neuer Termin wurde am 11. April bekannt gegeben und bis zum 12. April mittags konnten die Karten gegen volle Rückerstattung zurückgegeben werden. Die zurückgegebenen Karten gingen dann am 13. April ab 10 Uhr in den Verkauf.
Am 17. April sagte Prince, das gesamte Livekonzert im Fox Theatre sei für eine Veröffentlichung abgemischt worden, doch einen genauen Termin nannte er nicht. Die Liveaufnahme am 14. April von dem Song Black Sweat (2006) aus seinem Album 3121 wurde am 18. April 2016 auf Tidal zum Download angeboten, was somit die letzte offizielle Tonträger-Veröffentlichung von Prince zu Lebzeiten ist.

## Rezensionen
Musikkritiker bewerteten HITnRUN Phase Two überwiegend positiv, wobei der Song Baltimore oftmals als bester Albumtrack gelobt wurde. Die Website AOTY (Album of the Year) errechnete eine Durchschnittsbewertung von 69 %, basierend auf 14 Rezensionen englischsprachiger Medien.
Matthew Horton vom New Musical Express lobte und verteilte mit vier von fünf Sternen fast die Höchstanzahl. Er beschrieb das Album als „liebevoll, sozialbewusst und immer unterhaltsam“. Der Song Look at Me, Look at U enthalte „stilvollen Jazz-Funk“, und „die bluesige Ballade“ When She Comes hätte auch auf dem Album Sign “☮” the Times (1987) „passen können“. Das Stück Groovy Potential fühle sich wie Prince’ „reinster Popsong seit The Most Beautiful Girl in the World“ an, aber „noch schöner“ sei „das epische“ Black Muse, das „sieben schwindelerregende Minuten“ besitze. „Natürlich“ habe Prince „schon Besseres“ als HITnRUN Phase Two in seiner Karriere gemacht, aber das Album gehöre „zum guten Teil“ seiner Diskografie, was „nach fast 40 Alben eine Leistung“ sei, meinte Horton.
Stephen Thomas Erlewine von AllMusic gab dreieinhalb von fünf Sternen. Prince verzichte „auf alle modernen Annehmlichkeiten von HITnRUN Phase One – keine Spur von Elektronik und auch kein Gitarrenfeuerwerk – zugunsten eines stromlinienförmigen, sogar gedämpften Soul-Albums“. Dennoch schlage Prince „ein paar überraschende Wendungen ein“, indem er das Album mit der „Black-Lives-Matter-Protesthymne“ Baltimore eröffne, in der „seine Empörung“ spürbar sei. Allerdings gehe es auf dem Album „mehr um den Rhythmus als um das Riff“ und „wie jede gute Groove-Platte“ funktioniere HITnRUN Phase Two „auf lange Sicht am besten“ und biete „elegante, geschmeidige Stimmungsmusik, deren Lässigkeit zu ihren Gunsten“ ausfalle. Es habe „seinen Reiz, einem Meister“ wie Prince zuzuhören, „der sich nicht so sehr“ anstrenge, schrieb Erlewine.
Kory Grow von dem US-Musikmagazin Rolling Stone gab auch dreieinhalb von fünf Sternen und schrieb, „Prince ist wieder in Topform“. Seine „gestochen scharfe, bluesigen Gitarrensoli leuchten überall,“ wie beispielsweise in den beiden Songs Baltimore und Revelation zu hören sei. „So vielseitig wie er sein kann“, sei HITnRUN Phase Two das, „was er am besten“ könne, resümierte Grow.
David Drake von Pitchfork Media war mit Lob zurückhaltender und gab nur 4,7 von zehn Punkten. Das Album sei „ein weiterer enttäuschenden Eintrag“ in Prince’ Musikkatalog. „Von Anfang bis Ende“ scheine er „mehr daran interessiert zu sein, sein Können unter Beweis zu stellen als seine Kreativität“; statt „der Interpretation eines Künstlers erhalten wir die Nachzeichnung eines Handwerkers“, meinte Drake. Letztendlich sei „es der Mangel an Ideen, der diese Platte versinken“ lasse und die Songs fügten sich „nur selten zu einzigartigen Formen zusammen“. Zudem neigten die Liedtexte dazu, „vergesslich symbolisch zu sein“, was „am meisten“ im Song Baltimore störe, der „nicht nur klanglich eine schlechte Note“ anschlage, sondern „einfach nur faul“ wirke; „niemand“ brauche Prince, „um politische Positionen zu vertreten“. Lediglich Xtralovable sowie seine „rührende Anmut“ seiner Gesangsdarbietung in Revelation überzeugten Drake, der Prince „immer noch“ als „Superstar“ bezeichnete.
Geoff Nelson von dem Online-Magazin Consequence of Sound zeigte sich sogar sehr enttäuscht und gab lediglich die Note „C–“, wobei „A“ die Bestnote ist. „Scheinbar“ gingen Prince die Ideen aus und der „überzeugendste Moment des Albums kommt zuerst – und selbst der ist nicht besonders überzeugend“; die „fast musiktheatralische Schnulze“ Baltimore wirke „ein wenig unehrlich“ und der Liedtext besitze „keine besondere Tiefe“. Die „Sinnlichkeit“ im Song Xtralovable sei „so unsympathisch wie das Arrangement“, und „das punkige“ Screwdriver hätte „eigentlich in die B-Seiten-Sammlung von Lenny Kravitz gehört“. Nur die beiden Songs Look at Me, Look at U und Rocknroll Loveaffair gefielen Nelson. Ansonsten präsentiere Prince mit HITnRUN Phase Two „nur eine nachgeahmte Version seiner einstigen Vitalität“, meinte Nelson.

## Kommerzieller Erfolg

### Chartplatzierungen
| ChartsChartplatzierungen       | Höchstplatzierung | Wochen |
| ------------------------------ | ----------------- | ------ |
| Deutschland (GfK)              | 21 (2 Wo.)        | 2      |
| Österreich (Ö3)                | 20 (3 Wo.)        | 3      |
| Schweiz (IFPI)                 | 9 (5 Wo.)         | 5      |
| Vereinigtes Königreich (OCC)   | 21 (1 Wo.)        | 1      |
| Vereinigte Staaten (Billboard) | 40 (3 Wo.)        | 3      |

Im Jahr 2015 konnte sich HITnRUN Phase Two in den genannten Ländern nicht platzieren. Erst nach Prince’ Tod erreichte das Album im Mai 2016 die jeweils aufgeführte Höchstplatzierung. Die vier Singleauskopplungen Xtralovable, Rocknroll Loveaffair, Screwdriver und Baltimore konnten sich weder zu Prince’ Lebzeiten noch postum in den internationalen Single-Hitparaden platzieren.

### Musikverkäufe
HITnRUN Phase Two wurde weltweit ungefähr 150.000 Mal verkauft. Auszeichnungen für Gold- oder Platinstatus sind nicht bekannt.

## Preise
Postum wurde Prince für die HITnRUN-Phase-Two-Ära mit folgenden Auszeichnungen und Preisen geehrt:

### Helpmann Awards
25. Juli 2016: Gewinner bei den australischen Helpmann Awards in der Kategorie „Best International Contemporary Concert“ für die Tournee „Piano & A Microphone 2016“.

### NAMM TEC Awards
21. Januar 2017: Nominierung für den Song Stare in der Kategorie „Record Production – Single“, den Preis bekam postum aber David Bowie für den Song Blackstar.

### Grammy-Nominierung
17. Februar 2017: HITnRUN Phase Two wurde bei den Grammy Awards 2017 in der Kategorie „Best Engineered Album, Non-Classical“ nominiert, gewann jedoch nicht. Den Grammy erhielt David Bowie für sein Album Blackstar.